# Рис, Жюльен
Жюльен Рис (фр. Julien Ries; 19 апреля 1920, Фуш (близ Арлона) — 23 февраля 2013, Турне) — бельгийский кардинал, церковный историк и богослов. Титулярный архиепископ Белькастро с 23 января по 18 февраля 2012. Кардинал-дьякон с титулярной диаконией Сан-Антонио-ди-Падова-а-Чирконваллационе-Аппиа с 18 февраля 2012.

## Биография
8 декабря 1945 года Жюльен Рис был рукоположён в священника. После получения учёной степени по филологии и истории Восточной Церкви преподавал в Лувенском католическом университете с 1960 года по 1968 год. После раздела Лувенского католического университета в 1968 году стал преподавать во франкоязычном Лувенском католическом университете, где основал Центр Истории религии. С 1979 года по 1985 год был членом Папского Совета по межрелигиозному диалогу. В 1990 году оставил преподавательскую деятельность.
6 января 2012 года Римский папа Бенедикт XVI объявил своё решение возвести 18 февраля 2012 года Жюльена Риса в кардинальское достоинство.
3 февраля 2012 года Служба католических новостей (англ. Catholic News Service) объявила, что Жюльен Рис будет рукоположён в епископы 11 февраля 2012 года. Жюльен Рис был рукоположён в приходской церкви Нотр-Дам-де-ла-Визитасьон, в Вилье-Нотр-Дам, рукополагал титулярный архиепископ Фидене Джачинто Берлоко — нунций в Бельгии, которому помогали Реми Виктор Ванкоттен — епископ Намюра и Ги Арпиньи — епископ Турне.
18 февраля 2012 года, в соборе Святого Петра состоялась консистория, на которой Жюльен Рис был возведён в сан кардинал-дьякона с титулярной диаконией Сан-Антонио-ди-Падова-а-Чирконваллационе-Аппиа. На нового Князя Церкви была возложен кардинальская шапка и вручён кардинальский перстень.

## Кончина
Кардинал Жюльен Рис скончался 23 февраля 2013 года в Турне, в Бельгии, после продолжительной болезни. Похороны состоятся 2 марта 2013 года в соборе Турне.

## Награды
- Орден Святого Гроба Господнего Иерусалимского:
  - Большой крест (1993 год)[4]
  - Командор (1992 год)[4]
  - Кавалер (1984 год)[4]